# Andachtsbild

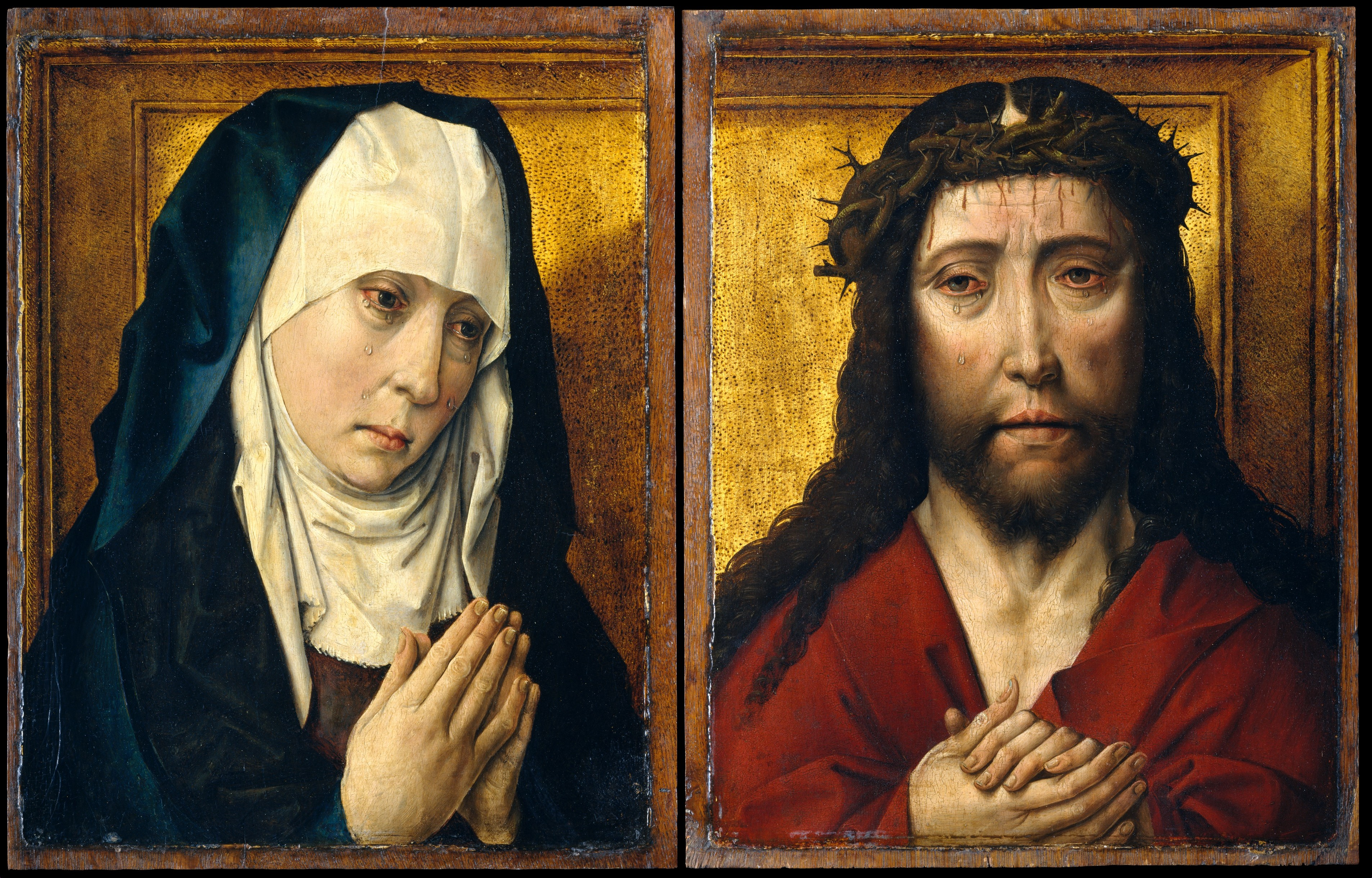
Vierge de douleur et Le Christ couronné d’épines. Copie d'après Dirk Bouts, XVIe siècle. Huile sur bois, H. 40 cm. Metropolitan Museum of Art

L'Andachtsbild (en allemand, « image de dévotion » ; au pluriel, Andachtsbilder) est un terme désignant, en iconographie chrétienne, un type particulier d'images invitant à la prière ou à la contemplation. Elle est caractéristique du Moyen Âge tardif, et plus particulièrement présente dans le cadre géographique du bassin rhénan et de ses alentours. C'est une forme qui comprend le de tableau de dévotion, car il ne s'agit pas exclusivement de tableaux, l'image pouvant apparaître sur des supports variés.

## Définition
L'Andachtsbild se définit, étymologiquement, comme une « image de dévotion ». Cependant, le terme désigne en général plus spécifiquement des œuvres d'art graphiques (sculptures, peintures, vitraux, gravures) de la fin du Moyen Âge (XIIe – XVe siècle) à caractère tragique (Pietà, Crucifixion, Mater dolorosa, Descente de croix, Christ de pitié, Homme de douleurs, Arma Christi, etc.) visant à la contemplation empathique et immédiate (sans biais intellectuel) du Christ ou de la Vierge souffrants — et par anticipation de la Résurrection,,.

## Historique et historiographie

### Historique
La pratique consistant à représenter de manière isolée le personnage (généralement le Christ ou la Vierge) vivant le cœur de l'action du récit, pour concentrer l'attention visuelle et émotionnelle du spectateur, naît aux XIIIe et XIVe siècles dans les couvents féminins de l'Ordre des Prêcheurs (Unterlinden, Katharinental (de), Adelhausen (de)), réputés particulièrement mystiques, et comptant de nombreux témoignages de sœurs ayant reçu des visions,.
De nombreux historiens estiment que le développement parallèle des Andachtsbilder et de la littérature de dévotion — par exemple La Grande Vie de Jésus-Christ, Meditationes vitae Christi (en) ou L'Imitation de Jésus-Christ — consacrée à la Passion du Christ sont liés.

### Historiographie
Le terme Andachtsbild dans son acception actuelle est utilisé pour la première fois par Erwin Panofsky en 1927, qui l'oppose à deux autres types de représentations religieuses médiévales : la szenisches Historienbild ou « scène historique » à but narratif et la hieratisches oder kultisches Repräsentationsbild (« image de représentation hiératique ou cultuelle »). Toutefois, Panofsky a lui-même emprunté le terme à Georg Dehio (1921) et Wilhelm Pinder (1925) sous lequel ces auteurs avaient tous deux désignés une pratique sculpturale de la fin du Moyen Âge, exécutée souvent pour des couvents féminins, qui consistaient à ne conserver d'un récit biblique ou hagiographique que la figure centrale pour mieux en exprimer l'aspect émotionnel et favoriser ainsi la contemplation du spectateur, ce qui correspond donc à une acception très proche.
En 1956, la thèse de Panofsky se voit contestée par Rudolf Berliner et Hans Aurenhammer, qui reprochent à ce dernier le parallèle, sinon nécessaire, du moins préférentiel, qu'il établit entre forme et fonction, déniant à l'Andachtsbild une fonction autre que celle de contemplation empathique, et affirmant la nécessité de la présence d'une Andachtsbild comme catalyseur de cette même contemplation. En 1965, Sixten Ringbom (en) donne raison à Berliner et Aurenhammer en distinguant les deux termes Andachtsbild et « images de dévotion » (en anglais devotional images), attribuant la forme à la première, et la fonction aux secondes. Selon lui, on ne doit donc définir l'Andachtsbild que selon des critères de forme et d'iconographie, et non selon l'usage qui en a été fait.

## Analyse
Dans de nombreuses œuvres pouvant être classifiées comme Andachtsbild, le personnage principal de la scène, le plus généralement Jésus-Christ ou Marie, est cadré à mi-corps, isolé sur un fond neutre et en présence d'un décor uniquement centré sur l'action. Dans le cas d'une scène de Passion, par exemple, il n'est accompagné que des instruments de son supplice et de ses bourreaux ; ces derniers sont représentés en arrière-plan ou sur les côtés et regardent Jésus, qui regarde directement le spectateur. C'est le cas du Couronnement d'épines de Jérôme Bosch.
Le but généralement admis de la contemplation de l'Andachtsbild est triple. Le but premier est la création d'un certain état psychologique chez le spectateur, une « empathie affective » selon le terme d'Hans Belting. Cet état psychologique doit lui-même être source, ou renforcement, d'une édification spirituelle, et, finalement, l'adoration, selon Sixten Ringbom (fi).

## Galerie

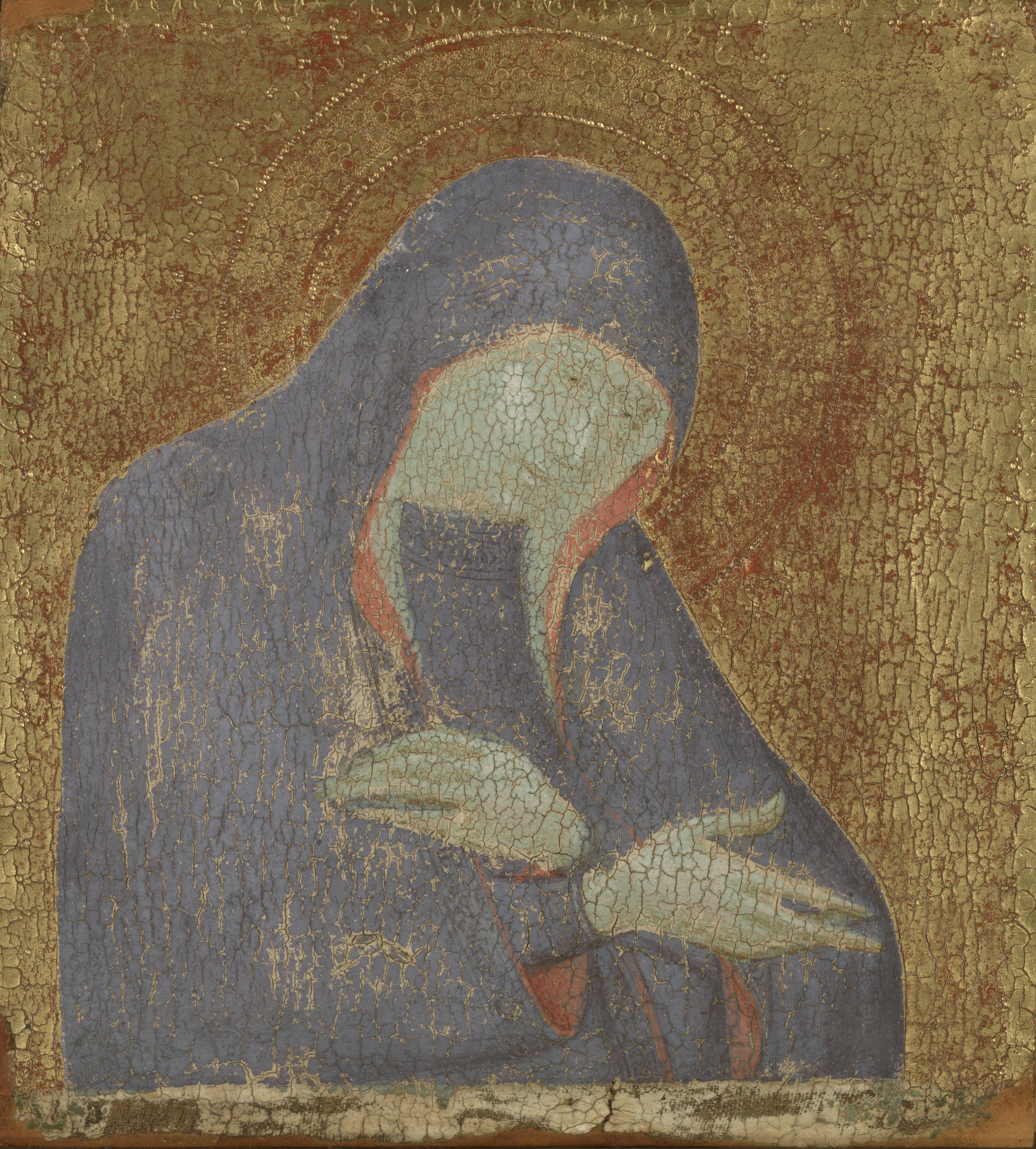
Vierge  de douleur. Barnaba da Modena. Tempera et or sur panneau, H. 33 cm., vers 1375–80
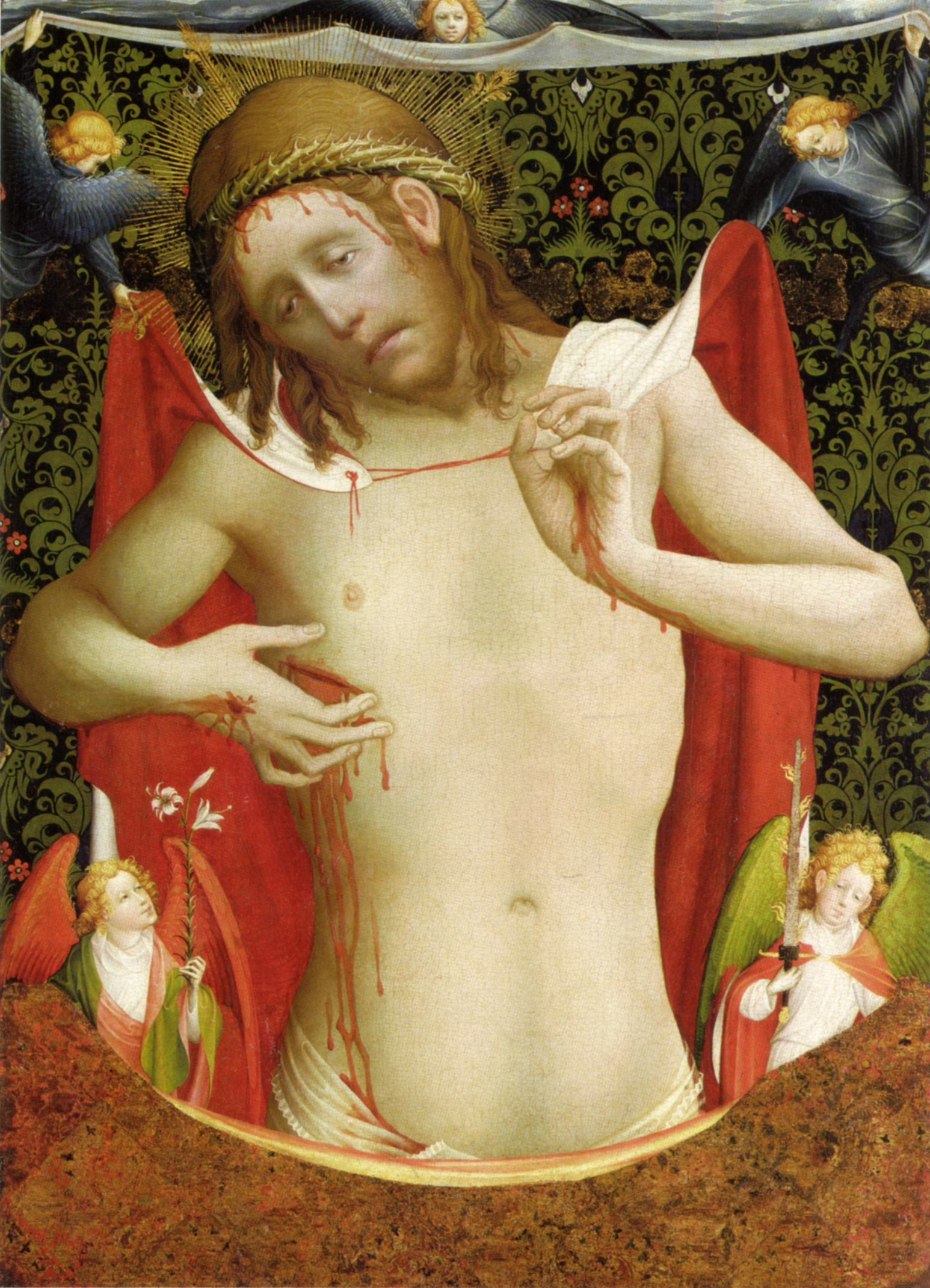
Homme de douleurs. Maître Francke, vers 1435. Tempera sur chêne H.  92 cm.
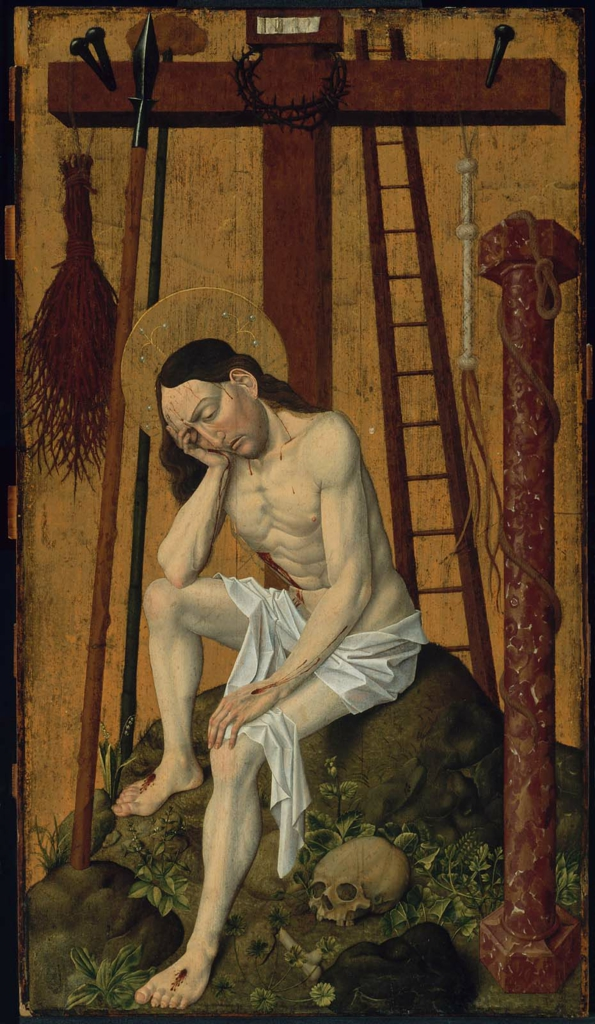
Christ de pitié représenté sur fond d'Arma Christi, tableau allemand, vers 1450-1460. H. 69,2 cm.
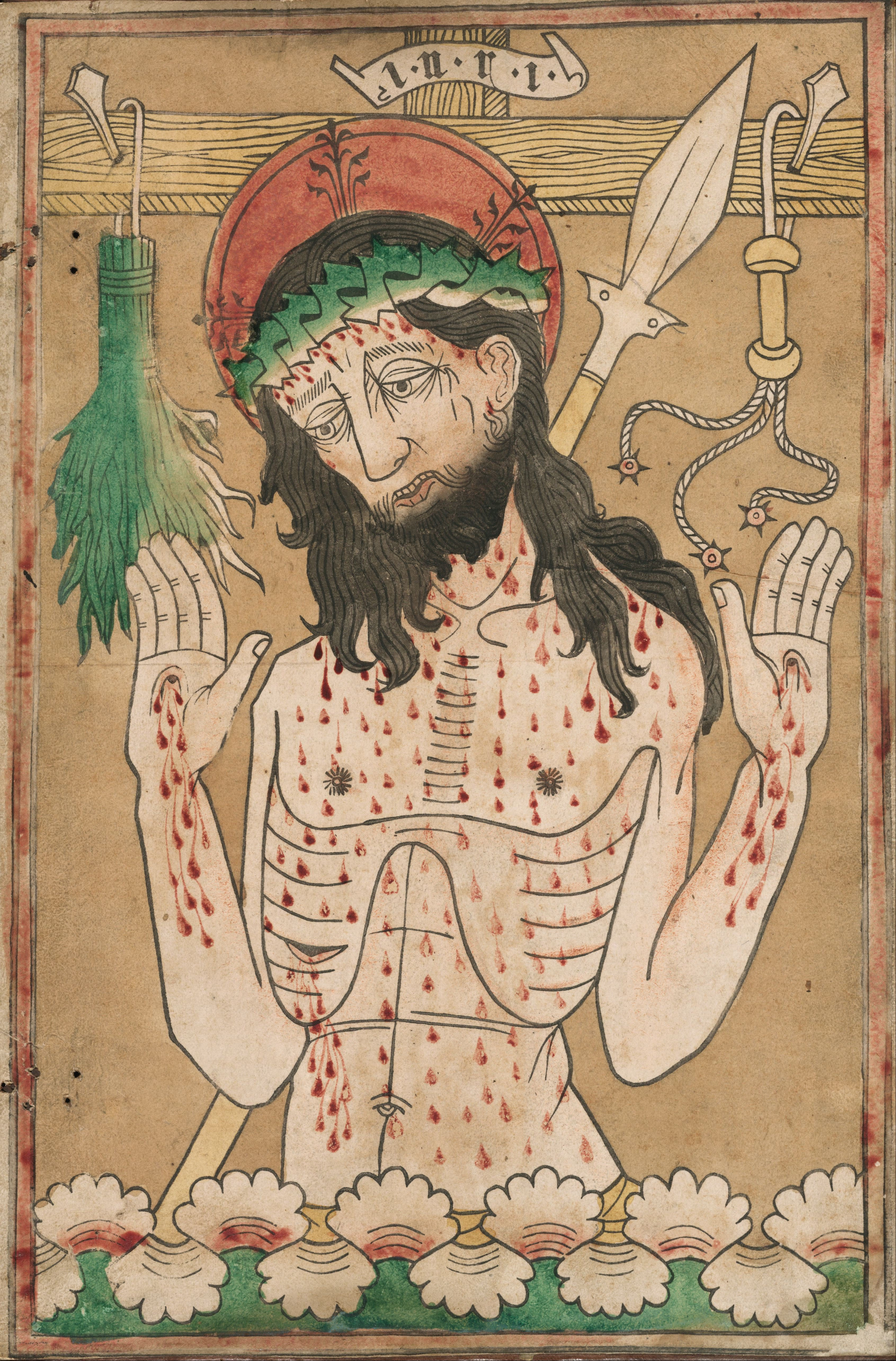
Christ de pitié montrant ses plaies. Gravure populaire sur bois colorée à la main. Graveur inconnu, vers 1470. H. 39,7 cm.
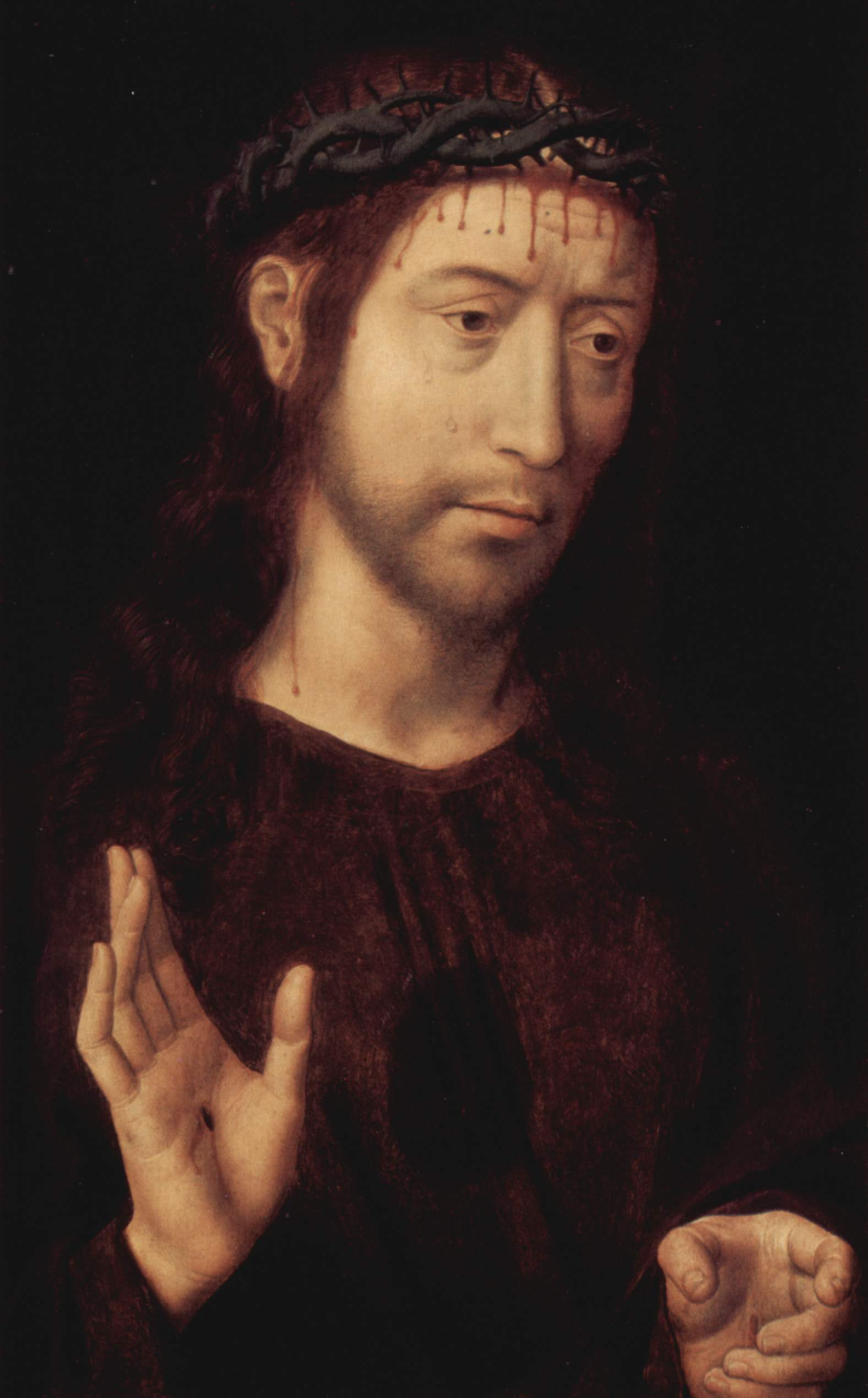
Christ aux épines. Hans Memling, 1470. H. 52 cm.
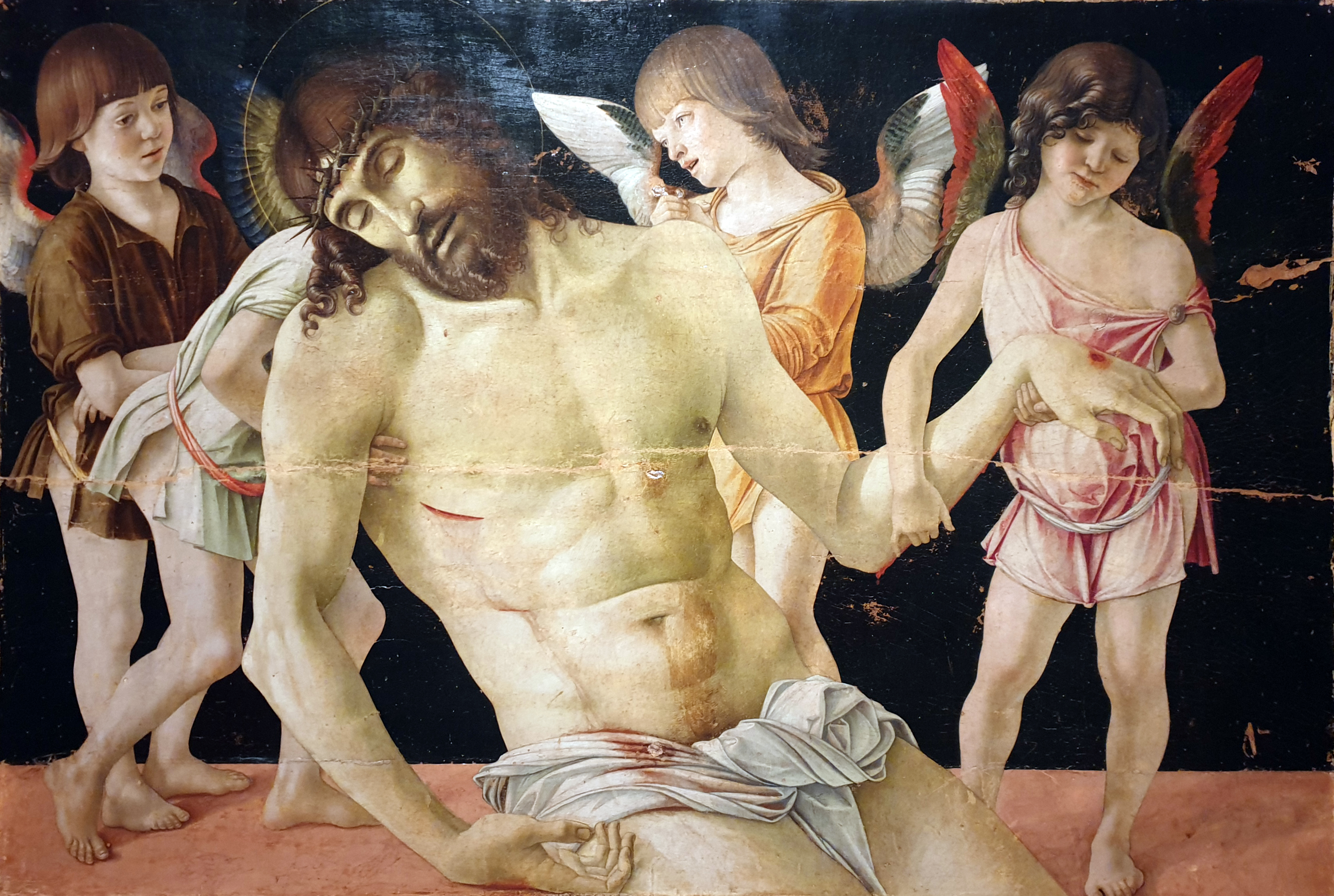
Christ mort soutenu par des anges. Giovanni Bellini. 1470. 91 x 130 cm.
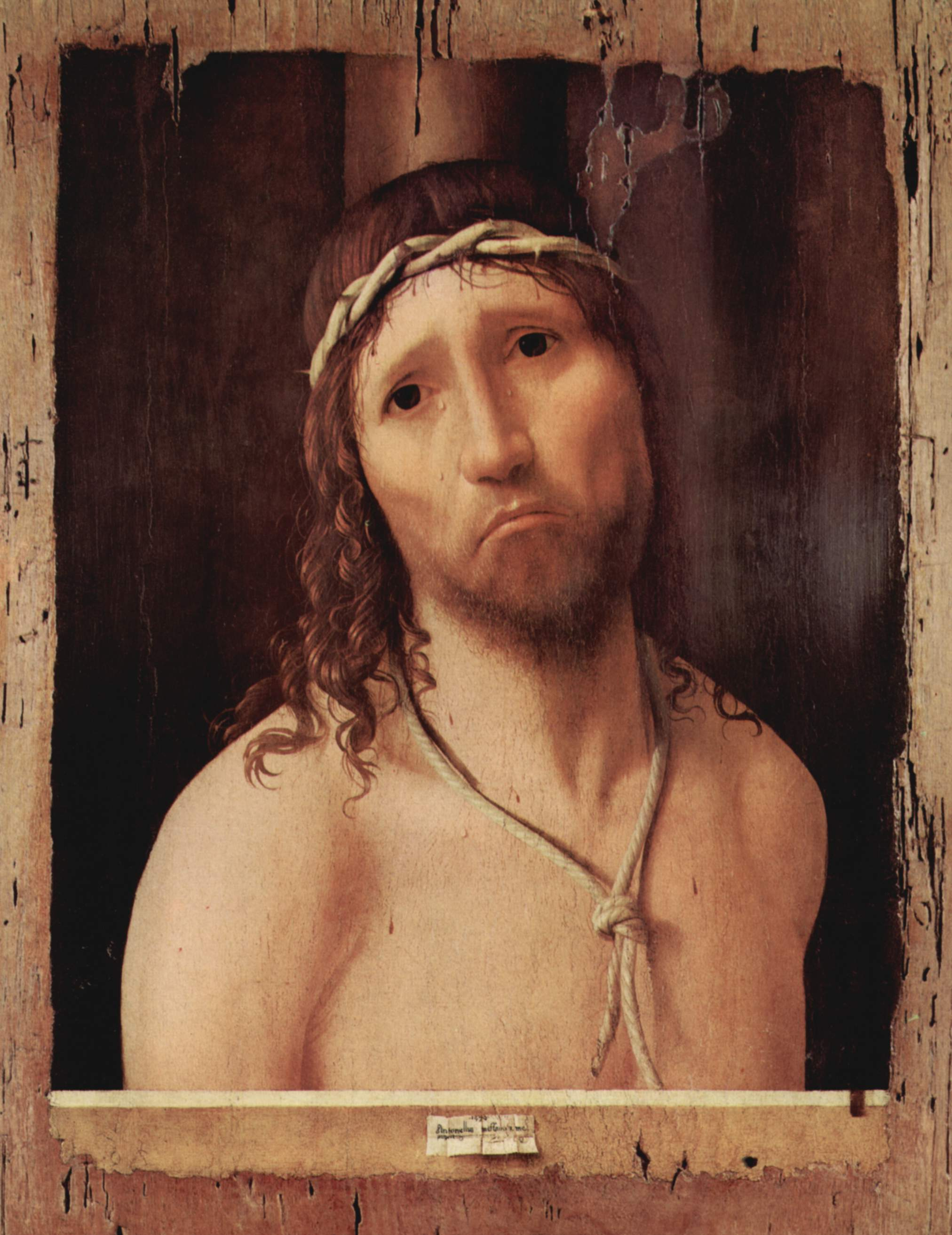
Ecce homo. Antonello de Messine, vers 1473. H. 48,5 cm.
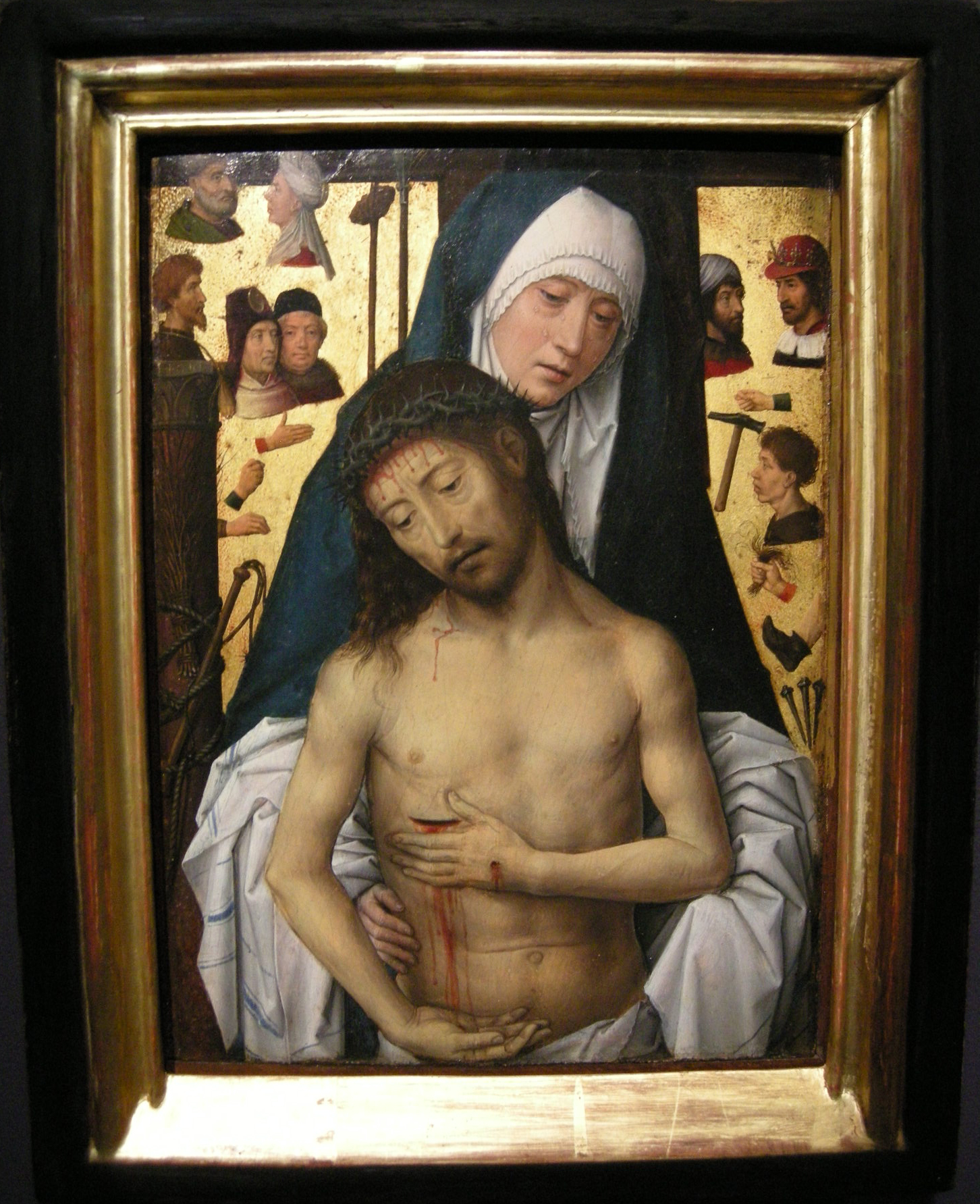
Arma Christi. Hans Memling, 1475-1479. H. 48,5 cm.
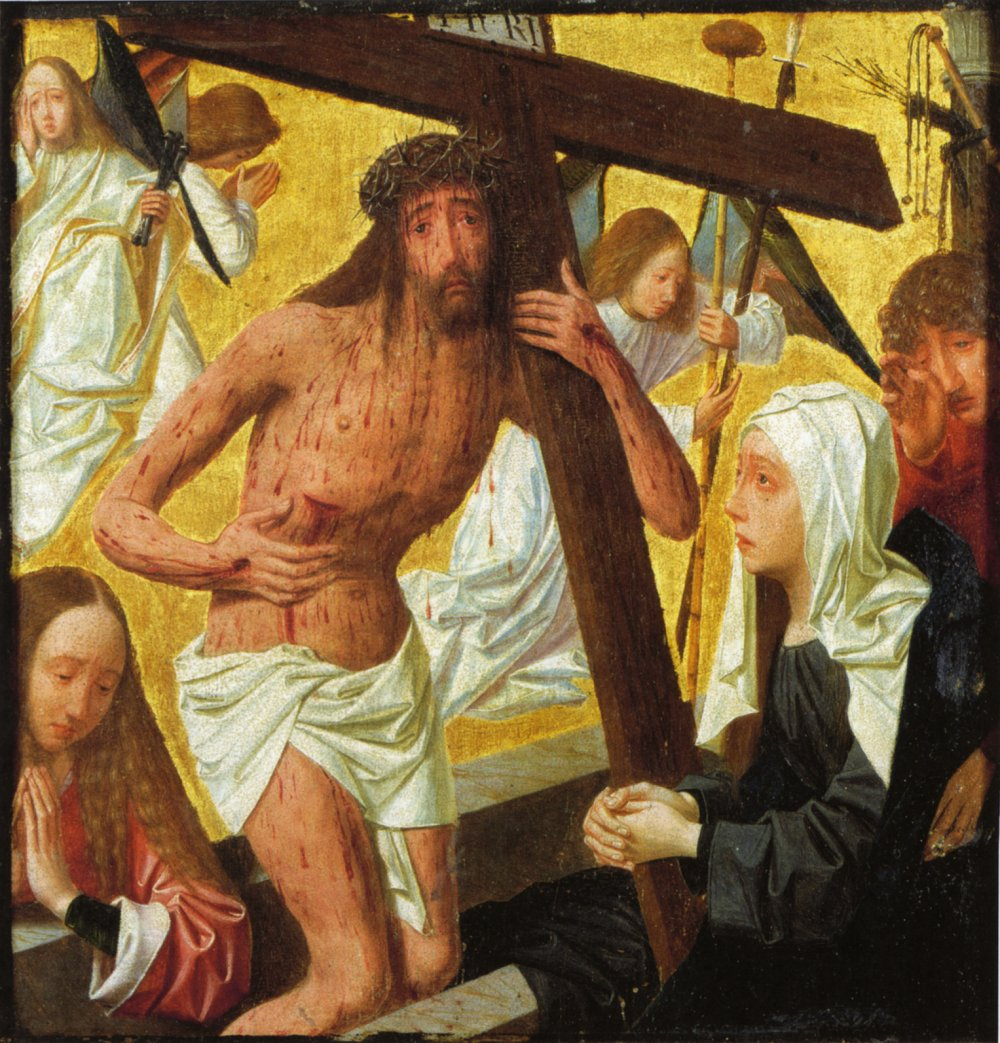
Homme de douleurs. Gérard de Saint-Jean (Pays-Bas bourguignons), vers 1486. H. 25 cm.
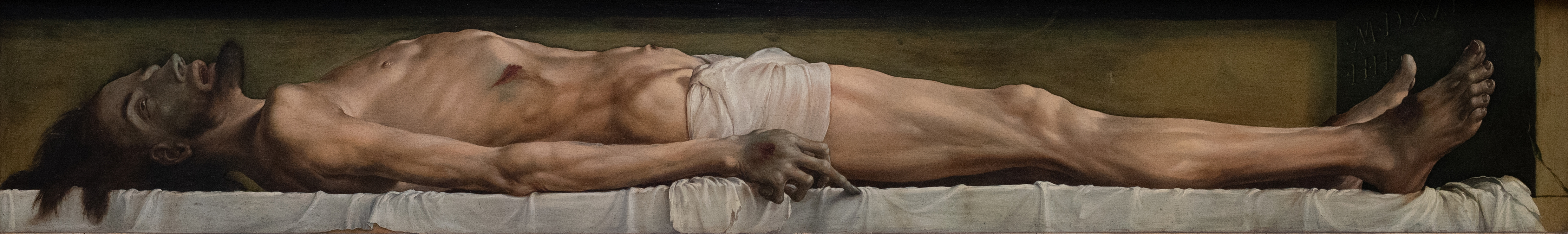
Le Christ mort, vue générale et détail. Hans Holbein le Jeune, 1521-1522. L. 200, H. 30 cm.